# L.R. Vicenza 2023-2024
Questa voce raccoglie le informazioni riguardanti il L.R. Vicenza nelle competizioni ufficiali della stagione 2023-2024.

## Stagione
La stagione 2023-2024 sarà per il Vicenza la 27ª partecipazione nella terza serie del Campionato italiano di calcio.
La stagione parte con il ritiro precampionato che, diversamente dagli anni scorsi, si svolge presso il centro tecnico Sporting 55 di Romano d'Ezzelino, sede degli allenamenti stagionali della prima squadra. Dopo aver ingaggiato un nuovo direttore sportivo (Luca Matteassi), viene presentato Aimo Diana come nuovo allenatore dei biancorossi. Importanti inserimenti vengono effettuati nel calciomercato estivo in modo da colmare le difficoltà emerse nella scorsa stagione. Il primo impegno ufficiale è il turno eliminatorio della Coppa Italia che vede il Lane sconfitto 2 a 1 dalla Feralpisalò mentre l'esordio in campionato avviene contro l'AlbinoLeffe dove la partrita finisce a reti inviolate.
Data come favorita per la promozione diretta, il Lane in realtà ha un andamento altalenante che lo porta già a fine del girone di andata a non poter competere più per il primo posto, dato anche l'ottimo campionato del Mantova.
Il direttore generale Rinaldo Sagramola rassegna le proprie dimissioni e la società richiama Werner Seeber che era già stato nella stanza dei bottoni di largo Paolo Rossi nei primi anni di gestione della O.T.B.
Il 18 dicembre Aimo Diana viene sollevato dall'incarico e al suo posto viene chiamato Stefano Vecchi, che nella precedente stagione aveva portato in serie B la FeralpiSalò. Durante il calciomercato invernale viene sfoltita la rosa e, con l'arrivo di Vecchi, la squadra biancorossa registra il primato di 15 risultati utili consecutivi che la porta a consolidare il 3º posto in classifica con una giornata di anticipo, dietro al Padova e davanti all'altalenante Triestina.
Ai playoff la squadra supera il Taranto al primo turno (1-0, 0-0) e il Padova nel secondo (2-0, 1-0). In semifinale incrocia l'Avellino, impostosi sul Catania. Superati anche gli irpini (0-0, 2-1), in finale affrontano la Carrarese: l'andata finisce a porte bianche e il ritorno di Carrara vede imporsi i giallazzurri (0-1, gol di Finotto al sesto minuto), che tornano in Serie B dopo 76 anni.

## Divise e sponsor
Anche per la stagione 2023-2024 le maglie sono disegnate e realizzate dallo sponsor tecnico Fila in collaborazione con l’ufficio stile di Diesel, brand del gruppo OTB, proprietario del club.
La maglia Home mantiene il tradizionale abbinamento delle strisce verticali bianche e rosse con impercettibili linee sottili tono su tono e, immancabile, sul petto lato cuore, la R blu.
La maglia Away rimane total black ma con una trama astratta con effetto marmorizzato che riprende le venature delle pietre. La tradizionale R compare in bianco intarsiata in un cerchio rosso. 
La maglia Third, ancora in versione total white, è stata realizzata con una trama di grandi rombi tono su tono che richiamano il disegno della parte superiore della Basilica Palladiana.
Le divise del portiere riprendono la trama “palladiana” e vengono proposte in colori brillanti: azzurro per la maglia Home, arancione per la maglia Away e giallo fluo per la terza maglia.
Tutte le maglie saranno impreziosite dalla coccarda tricolore dei vincitori della Coppa Italia Serie C 2022-2023.

## Organigramma societario
Area direttiva
- Presidente: Stefano Rosso
- Direttore Generale: Rinaldo Sagramola
- Direttore Tecnico: Francesco Vallone

Area comunicazione e marketing
- Marketing e Comunicazione: Sara Vivian
- Commerciale: Nicola Rossi
- Segreteria Marketing e Commerciale: Valeria Visentin
- Grafica: Stefano Sartore
- Stadio e logistica: Sergio Valerio, Elena Giavatto

Area sportiva
- Direttore Sportivo: Luca Matteassi
- Team manager: Renato Schena e Andrea Basso

Area tecnica
- Allenatore: Stefano Vecchi
- Allenatore in 2ª: Omar Danesi
- Preparatore portieri: Marco Onesti
- Preparatore atletico: Alessandro Dalmonte e Alessandro Ciullini
- Collaboratore tecnico: Edoardo Zanin

Area sanitaria
- Responsabile medico: Giovanni Ragazzi
- Medico sociale: Diego Ave
- Infermiere professionale: Massimo Toniolo
- Fisioterapisti: Felice Zuin, Giacomo Toniolo

## Rosa
Rosa aggiornata al 16 febbraio 2024.
| N. |                    | Ruolo | Calciatore                  |
| -- | ------------------ | ----- | --------------------------- |
| 12 | Italia (bandiera)  | P     | Samuele Massolo             |
| 98 | Italia (bandiera)  | P     | Alessandro Confente         |
| 22 | Italia (bandiera)  | P     | Lapo Siviero                |
| 14 | Italia (bandiera)  | D     | Giuseppe Cuomo              |
| 23 | Italia (bandiera)  | D     | Giuliano Laezza             |
| 33 | Italia (bandiera)  | D     | Alberto Lattanzio           |
| 26 | Italia (bandiera)  | D     | Filippo De Col              |
| 32 | Italia (bandiera)  | D     | Filippo Costa               |
| 55 | Serbia (bandiera)  | D     | Vladimir Golemić (capitano) |
| 73 | Italia (bandiera)  | D     | Thomas Sandon               |
| 76 | Italia (bandiera)  | D     | Nicholas Fantoni            |
| 10 | Brasile (bandiera) | C     | Ronaldo                     |

| N. |                   | Ruolo | Calciatore               |
| -- | ----------------- | ----- | ------------------------ |
| 15 | Italia (bandiera) | C     | Jean Freddi Pascal Greco |
| 8  | Italia (bandiera) | C     | Michele Cavion           |
| 18 | Italia (bandiera) | C     | Simone Tronchin          |
| 7  | Italia (bandiera) | C     | Federico Proia           |
| 44 | Italia (bandiera) | C     | Raul Talarico            |
| 5  | Italia (bandiera) | C     | Fausto Rossi             |
| 9  | Italia (bandiera) | A     | Franco Ferrari           |
| 11 | Italia (bandiera) | A     | Alex Rolfini             |
| 99 | Italia (bandiera) | A     | Matteo Della Morte       |
| 19 | Italia (bandiera) | A     | Jacopo Pellegrini        |
| 17 | Italia (bandiera) | A     | Marco Delle Monache      |

## Calciomercato

### Sessione estiva(dall'1/7 all'1/9)
| Acquisti         | Acquisti          | Acquisti | Acquisti   |
| R.               | Nome              | da       | Modalità   |
| ---------------- | ----------------- | -------- | ---------- |
| D                | Vladimir Golemić  | Crotone  | definitivo |
| D                | Filippo Costa     | Napoli   | definitivo |
| C                | Fausto Rossi      | Reggiana | definitivo |
| D                | Giuliano Laezza   | Reggiana | definitivo |
| D                | Filippo De Col    | Südtirol | definitivo |
| P                | Samuele Massolo   | Palermo  | definitivo |
| C                | Jacopo Pellegrini | Sassuolo | prestito   |
| Altre operazioni |                   |          |            |
| R.               | Nome              | da       | Modalità   |

| Cessioni         | Cessioni               | Cessioni   | Cessioni   |
| R.               | Nome                   | a          | Modalità   |
| ---------------- | ---------------------- | ---------- | ---------- |
| P                | Sebastiano Desplanches | Palermo    | definitivo |
| A                | Tjaš Begić             | Parma      | definitivo |
| C                | Nicola Dalmonte        | SPAL       | prestito   |
| C                | Loris Zonta            | Taranto    | prestito   |
| Altre operazioni |                        |            |            |
| R.               | Nome                   | a          | Modalità   |
| A                | Stefano Giacomelli     | Mantova    | svincolato |
| P                | Alessandro Iacobucci   | Bellinzona | svincolato |

## Risultati

### Serie C

#### Girone di andata
| Vicenza 4 settembre 2023, ore 20:45 CEST 1ª giornata | L.R. Vicenza            | 0 – 0 referto | AlbinoLeffe | Stadio Romeo Menti (8 070 spett.)\| Arbitro: \| Andrea Zanotti (Rimini) \| |
| Arbitro:                                             | Andrea Zanotti (Rimini) |               |             |                                                                            |

| Arbitro: | Filippo Giaccaglia (Jesi) |

|                      |           |                                                                          |
| Fumagalli 78’ (rig.) | Marcatori | 5’ Rossi 12’ Ronaldo 32’ Ferrari 70’ Della Morte 90+4’ (rig.) Pellegrini |

| Arbitro: | Djurdjevic (Trieste) |

|            |           |  |
| Cavion 82’ | Marcatori |  |

| Arbitro: | Centi (Terni) |

|               |           |                    |
| Demirovic 46’ | Marcatori | 68’ (rig.) Ferrari |

| Arbitro: | Djurdjevic (Trieste) |

|             |           |  |
| Ferrari 51’ | Marcatori |  |

| Arbitro: | Alessio Mucera (Palermo) |

|                                   |           |  |
| Proia 40’ Ferrari 56’ Rolfini 78’ | Marcatori |  |

| Vercelli 9 ottobre 2023, ore 20:30 CEST 7ª giornata | Pro Vercelli | 1 – 0 | L.R. Vicenza | Stadio Silvio Piola |
| \| \| \| \| \| Nepi 2’ \| Marcatori \| \|           |              |       |              |                     |
|                                                     |              |       |              |                     |
| Nepi 2’                                             | Marcatori    |       |              |                     |

| Vicenza 15 ottobre 2023, ore 16:15 CEST 8ª giornata                          | L.R. Vicenza | 1 – 2 referto              | Renate | Stadio Romeo Menti (8 207 spett.) |
| \| \| \| \| \| Scarsella 90+5’ \| Marcatori \| 72’ Sorrentino 82’ Rolando \| |              |                            |        |                                   |
|                                                                              |              |                            |        |                                   |
| Scarsella 90+5’                                                              | Marcatori    | 72’ Sorrentino 82’ Rolando |        |                                   |

| Fontanafredda 21 ottobre 2023, ore 20:30 CEST 9ª giornata | Triestina | 0 – 0 | L.R. Vicenza | Stadio Omero Tognon |

| Fiorenzuola d'Arda 24 ottobre 2023, ore 20:30 CEST 10ª giornata                | Fiorenzuola | 3 – 1 referto  | L.R. Vicenza | Stadio comunale di Fiorenzuola d'Arda |
| \| \| \| \| \| Alberti 43’ Omoregbe 69’, 86’ \| Marcatori \| 82’ Pellegrini \| |             |                |              |                                       |
|                                                                                |             |                |              |                                       |
| Alberti 43’ Omoregbe 69’, 86’                                                  | Marcatori   | 82’ Pellegrini |              |                                       |

| Vicenza 29 ottobre 2023, ore CET 11ª giornata                    | L.R. Vicenza | 1 – 1 referto       | Padova | Stadio Romeo Menti (10 617 spett.) |
| \| \| \| \| \| Sandon 30’ \| Marcatori \| 83’ (rig.) Radrezza \| |              |                     |        |                                    |
|                                                                  |              |                     |        |                                    |
| Sandon 30’                                                       | Marcatori    | 83’ (rig.) Radrezza |        |                                    |

| Arzignano 5 novembre 2023, ore CET 12ª giornata | Arzignano Valchiampo | 0 – 1 referto | L.R. Vicenza | Stadio Tommaso Dal Molin |
| \| \| \| \| \| \| Marcatori \| 90+2’ De Col \|  |                      |               |              |                          |
|                                                 |                      |               |              |                          |
|                                                 | Marcatori            | 90+2’ De Col  |              |                          |

| Vicenza 12 novembre 2023, ore CET 13ª giornata                                       | L.R. Vicenza | 3 – 1 referto    | Pro Patria | Stadio Romeo Menti |
| \| \| \| \| \| Scarsella 3’, 40’ Della Morte 58’ \| Marcatori \| 90+3’ Lombardoni \| |              |                  |            |                    |
|                                                                                      |              |                  |            |                    |
| Scarsella 3’, 40’ Della Morte 58’                                                    | Marcatori    | 90+3’ Lombardoni |            |                    |

| Legnago 19 novembre 2023, ore CET 14ª giornata     | Legnago   | 1 – 0 | L.R. Vicenza | Stadio Mario Sandrini |
| \| \| \| \| \| Rocco 70’ (rig.) \| Marcatori \| \| |           |       |              |                       |
|                                                    |           |       |              |                       |
| Rocco 70’ (rig.)                                   | Marcatori |       |              |                       |

| Vicenza 26 novembre 2023, ore CET 15ª giornata                | L.R. Vicenza | 2 – 0 | Pro Sesto | Stadio Romeo Menti |
| \| \| \| \| \| Della Morte 31’ Rolfini 67’ \| Marcatori \| \| |              |       |           |                    |
|                                                               |              |       |           |                    |
| Della Morte 31’ Rolfini 67’                                   | Marcatori    |       |           |                    |

| Novara 3 dicembre 2023, ore CET 16ª giornata                                       | Novara    | 2 – 2 referto           | L.R. Vicenza | Stadio Silvio Piola |
| \| \| \| \| \| Corti 31’ Scappini 90+7’ \| Marcatori \| 80’ Ferrari 90+3’ Costa \| |           |                         |              |                     |
|                                                                                    |           |                         |              |                     |
| Corti 31’ Scappini 90+7’                                                           | Marcatori | 80’ Ferrari 90+3’ Costa |              |                     |

| Vicenza 10 dicembre 2023, ore CET 17ª giornata               | L.R. Vicenza | 0 – 2 referto              | Mantova | Stadio Romeo Menti |
| \| \| \| \| \| \| Marcatori \| 36’ Radaelli 42’ Galuppini \| |              |                            |         |                    |
|                                                              |              |                            |         |                    |
|                                                              | Marcatori    | 36’ Radaelli 42’ Galuppini |         |                    |

| Trento 17 dicembre 2023, ore CET 18ª giornata                                               | Trento    | 4 – 1 referto | L.R. Vicenza | Stadio Briamasco |
| \| \| \| \| \| Rada 21’ Attys 40’ Anastasia 42’ Petrovic 70’ \| Marcatori \| 26’ Ferrari \| |           |               |              |                  |
|                                                                                             |           |               |              |                  |
| Rada 21’ Attys 40’ Anastasia 42’ Petrovic 70’                                               | Marcatori | 26’ Ferrari   |              |                  |

| Vicenza 22 dicembre 2023, ore CET 19ª giornata   | L.R. Vicenza | 1 – 0 | Alessandria | Stadio Romeo Menti |
| \| \| \| \| \| Pellegrini 62’ \| Marcatori \| \| |              |       |             |                    |
|                                                  |              |       |             |                    |
| Pellegrini 62’                                   | Marcatori    |       |             |                    |

#### Girone di ritorno
| Zanica 6 gennaio 2024, ore 14:00 CET 20ª giornata | AlbinoLeffe | 0 – 0 | L.R. Vicenza | AlbinoLeffe Stadium |

| Vicenza 14 gennaio 2024, ore 18:30 CET 21ª giornata                               | L.R. Vicenza | 3 – 1 referto | Giana Erminio | Stadio Romeo Menti |
| \| \| \| \| \| Della Morte 8’ Da Col 13’ Rolfini 88’ \| Marcatori \| 42’ Verde \| |              |               |               |                    |
|                                                                                   |              |               |               |                    |
| Della Morte 8’ Da Col 13’ Rolfini 88’                                             | Marcatori    | 42’ Verde     |               |                    |

| Lumezzane 20 gennaio 2024, ore 16:15 CET 22ª giornata                         | Lumezzane | 2 – 1 referto         | L.R. Vicenza | Stadio Tullio Saleri |
| \| \| \| \| \| Spini 39’ Ilari 54+2’ \| Marcatori \| 38’ (rig.) Pellegrini \| |           |                       |              |                      |
|                                                                               |           |                       |              |                      |
| Spini 39’ Ilari 54+2’                                                         | Marcatori | 38’ (rig.) Pellegrini |              |                      |

| Vicenza 28 gennaio 2024, ore 18:30 CET 23ª giornata | L.R. Vicenza | 0 – 0 | Virtus Verona | Stadio Romeo Menti |

| Crema 4 febbraio 2024, ore 18:30 CET 24ª giornata                | Pergolettese | 0 – 2 referto                  | L.R. Vicenza | Stadio Giuseppe Voltini |
| \| \| \| \| \| \| Marcatori \| 18’ Cuomo 65’ (aut.) Piccinini \| |              |                                |              |                         |
|                                                                  |              |                                |              |                         |
|                                                                  | Marcatori    | 18’ Cuomo 65’ (aut.) Piccinini |              |                         |

| Caravaggio 11 febbraio 2024, ore 18:30 CET 25ª giornata                 | Atalanta U23 | 1 – 2 referto           | L.R. Vicenza | Stadio comunale |
| \| \| \| \| \| Falleni 90+3’ \| Marcatori \| 26’ Rolfini 59’ Ferrari \| |              |                         |              |                 |
|                                                                         |              |                         |              |                 |
| Falleni 90+3’                                                           | Marcatori    | 26’ Rolfini 59’ Ferrari |              |                 |

| Vicenza 14 febbraio 2024, ore 20:30 CET 26ª giornata        | L.R. Vicenza | 2 – 0 referto | Pro Vercelli | Stadio Romeo Menti |
| \| \| \| \| \| Sandon 21’ Pellegrini 26’ \| Marcatori \| \| |              |               |              |                    |
|                                                             |              |               |              |                    |
| Sandon 21’ Pellegrini 26’                                   | Marcatori    |               |              |                    |

| Meda 18 febbraio 2024, ore 16:15 CET 27ª giornata      | Renate    | 0 – 2 referto        | L.R. Vicenza | Stadio Mino Favini |
| \| \| \| \| \| \| Marcatori \| 1’ Rolfini 82’ Cuomo \| |           |                      |              |                    |
|                                                        |           |                      |              |                    |
|                                                        | Marcatori | 1’ Rolfini 82’ Cuomo |              |                    |

| Vicenza 25 febbraio 2024, ore 16:00 CET 28ª giornata           | L.R. Vicenza | 2 – 0 referto | Triestina | Stadio Romeo Menti |
| \| \| \| \| \| Della Morte 12’ Talarico 57’ \| Marcatori \| \| |              |               |           |                    |
|                                                                |              |               |           |                    |
| Della Morte 12’ Talarico 57’                                   | Marcatori    |               |           |                    |

| Vicenza 3 marzo 2024, ore 18:30 CET 29ª giornata            | L.R. Vicenza | 1 – 1 (Rinviata e giocata il 19 marzo ore 19:30) | Fiorenzuola | Stadio Romeo Menti |
| \| \| \| \| \| Ferrari 47’ \| Marcatori \| 90+2’ D'Amico \| |              |                                                  |             |                    |
|                                                             |              |                                                  |             |                    |
| Ferrari 47’                                                 | Marcatori    | 90+2’ D'Amico                                    |             |                    |

| Arbitro: | Crezzini (Siena) |

|             |           |             |
| Faedo 90+5’ | Marcatori | 57’ Ferrari |

| Arbitro: | Ramondino (Palermo) |

|             |           |  |
| Golemic 45’ | Marcatori |  |

| Busto Arsizio 17 marzo 2024, ore 18:30 CET 32ª giornata | Pro Patria | 0 – 1       | L.R. Vicenza | Stadio Carlo Speroni |
| \| \| \| \| \| \| Marcatori \| 83’ Ferrari \|           |            |             |              |                      |
|                                                         |            |             |              |                      |
|                                                         | Marcatori  | 83’ Ferrari |              |                      |

| Vicenza 24 marzo 2024, ore 18:30 CEST 33ª giornata               | L.R. Vicenza | 1 – 1           | Legnago | Stadio Romeo Menti |
| \| \| \| \| \| Pellegrini 61’ \| Marcatori \| 90+6’ Zanandrea \| |              |                 |         |                    |
|                                                                  |              |                 |         |                    |
| Pellegrini 61’                                                   | Marcatori    | 90+6’ Zanandrea |         |                    |

| Arbitro: | Ursini (Pescara) |

|          |           |           |
| Toci 35’ | Marcatori | 88’ Costa |

| Vicenza 7 aprile 2024, ore 18:30 CEST 35ª giornata                        | L.R. Vicenza | 2 – 1    | Novara | Stadio Romeo Menti |
| \| \| \| \| \| Ferrari 11’ (rig.), 71’ (rig.) \| Marcatori \| 47’ Urso \| |              |          |        |                    |
|                                                                           |              |          |        |                    |
| Ferrari 11’ (rig.), 71’ (rig.)                                            | Marcatori    | 47’ Urso |        |                    |

| Mantova 14 aprile 2024, ore 18:30 CEST 36ª giornata        | Mantova   | 1 – 2         | L.R. Vicenza | Stadio Danilo Martelli |
| \| \| \| \| \| Burrai 53’ \| Marcatori \| 3’ 4’ Ronaldo \| |           |               |              |                        |
|                                                            |           |               |              |                        |
| Burrai 53’                                                 | Marcatori | 3’ 4’ Ronaldo |              |                        |

| Vicenza 21 aprile 2024, ore 18:30 CEST 37ª giornata           | L.R. Vicenza | 2 – 0 | Trento | Stadio Romeo Menti |
| \| \| \| \| \| Della Morte 18’ Ronaldo 25’ \| Marcatori \| \| |              |       |        |                    |
|                                                               |              |       |        |                    |
| Della Morte 18’ Ronaldo 25’                                   | Marcatori    |       |        |                    |

| Alessandria 28 aprile 2024, ore 16:30 CEST 38ª giornata                              | Alessandria | 1 – 2                           | L.R. Vicenza | Stadio Giuseppe Moccagatta |
| \| \| \| \| \| Busatto 37’ (rig.) \| Marcatori \| 89’ Busato 90+5’ (rig.) Ferrari \| |             |                                 |              |                            |
|                                                                                      |             |                                 |              |                            |
| Busatto 37’ (rig.)                                                                   | Marcatori   | 89’ Busato 90+5’ (rig.) Ferrari |              |                            |

### Play-off

#### Fase Nazionale - Primo turno
| Arbitro: | Centi (Terni) |

|  |           |             |
|  | Marcatori | 10’ Ferrari |

| Vicenza 18 maggio 2024, ore 20:30 CEST Ritorno | L.R. Vicenza            | 0 – 0 referto | Taranto | Stadio Romeo Menti (10 830 spett.)\| Arbitro: \| Arena (Torre del Greco) \| |
| Arbitro:                                       | Arena (Torre del Greco) |               |         |                                                                             |

##### Fase Nazionale - Secondo turno
| Arbitro: | Scatena (Avezzano) |

|                  |           |  |
| Ferrari 10’, 50’ | Marcatori |  |

| Arbitro: | Perri (Roma 1) |

|  |           |                 |
|  | Marcatori | 40’ Della Morte |

#### Final Four - Semifinali
| Avellino 28 maggio 2024, ore 21:00 CEST Andata | Avellino         | 0 – 0 referto | L.R. Vicenza | Stadio Partenio-Adriano Lombardi (8 800 spett.)\| Arbitro: \| Zanotti (Rimini) \| |
| Arbitro:                                       | Zanotti (Rimini) |               |              |                                                                                   |

| Arbitro: | Crezzini (Siena) |

|                           |           |                     |
| Della Morte 14’ Costa 64’ | Marcatori | 75’ (rig.) Patierno |

##### Final Four - Finali
| Vicenza 5 giugno 2024, ore 21:00 CEST Andata | L.R. Vicenza            | 0 – 0 referto | Carrarese | Stadio Romeo Menti (11 127 spett.)\| Arbitro: \| Arena (Torre del Greco) \| |
| Arbitro:                                     | Arena (Torre del Greco) |               |           |                                                                             |

| Arbitro: | Perri (Roma 1) |

|            |           |  |
| Finotto 6’ | Marcatori |  |

### Coppa Italia
| Arbitro: | Monaldi (Macerata) |

|                            |           |            |
| Di Molfetta 17’ Felici 31’ | Marcatori | 68’ Laezza |

### Coppa Italia Serie C
| Vicenza 7 novembre 2023, ore CET Secondo turno                                                        | L.R. Vicenza | 3 – 2 dts               | Pro Patria | Stadio Romeo Menti |
| \| \| \| \| \| Dal Col 6’ Rolfini 11’ Tronchin 103’ (rig.) \| Marcatori \| 51’ Citterio 56’ Parker \| |              |                         |            |                    |
| |              |                         |            |                    |
| Dal Col 6’ Rolfini 11’ Tronchin 103’ (rig.)                                                           | Marcatori    | 51’ Citterio 56’ Parker |            |                    |

| Arbitro: | Mastrodomenico (Matera) |

|                       |           |  |
| Proia 24’ Ferrari 60’ | Marcatori |  |

| Arbitro: | Calzavara (Varese) |

|                                        |                      |                                         |
| De Maio Ronaldo Jimenez Ferrari Laezza | Tiri di rigore 4 – 5 | Ubaldi Lombardi Langella Selvini Stanga |

## Statistiche

### Statistiche di squadra
Statistiche aggiornate al 5 giugno 2024
| Competizione         | Punti              | In casa | In casa | In casa | In casa | In casa | In casa | In trasferta | In trasferta | In trasferta | In trasferta | In trasferta | In trasferta | Totale | Totale | Totale | Totale | Totale | Totale | DR  |
| Competizione         | Punti              | G       | V       | N       | P       | Gf      | Gs      | G            | V            | N            | P            | Gf           | Gs           | G      | V      | N      | P      | Gf     | Gs     | DR  |
| -------------------- | ------------------ | ------- | ------- | ------- | ------- | ------- | ------- | ------------ | ------------ | ------------ | ------------ | ------------ | ------------ | ------ | ------ | ------ | ------ | ------ | ------ | --- |
| Serie C              | 71                 | 19      | 12      | 5       | 2       | 27      | 10      | 19           | 8            | 6            | 5            | 25           | 19           | 38     | 20     | 11     | 7      | 52     | 30     | +22 |
| Play-off             | -                  | 4       | 2       | 2       | 0       | 4       | 1       | 3            | 2            | 1            | 0            | 2            | 0            | 7      | 4      | 3      | 0      | 6      | 1      | +5  |
| Coppa Italia         | Turno eliminatorio | 0       | 0       | 0       | 0       | 0       | 0       | 1            | 0            | 0            | 1            | 1            | 2            | 1      | 0      | 0      | 1      | 1      | 2      | -1  |
| Coppa Italia Serie C | Quarti di finale   | 3       | 2       | 0       | 1       | 9       | 7       | 0            | 0            | 0            | 0            | 0            | 0            | 3      | 2      | 0      | 1      | 9      | 7      | +2  |
| Totale               |                    | 26      | 16      | 7       | 3       | 40      | 18      | 23           | 10           | 6            | 6            | 28           | 22           | 49     | 26     | 14     | 9      | 68     | 40     | +28 |

### Andamento in campionato
| Giornata  | 1  | 2 | 3 | 4 | 5 | 6 | 7 | 8 | 9 | 10 | 11 | 12 | 13 | 14 | 15 | 16 | 17 | 18 | 19 | 20 | 21 | 22 | 23 | 24 | 25 | 26 | 27 | 28 | 29 | 30 | 31 | 32 | 33 | 34 | 35 | 36 | 37 | 38 |
| --------- | -- | - | - | - | - | - | - | - | - | -- | -- | -- | -- | -- | -- | -- | -- | -- | -- | -- | -- | -- | -- | -- | -- | -- | -- | -- | -- | -- | -- | -- | -- | -- | -- | -- | -- | -- |
| Luogo     | C  | T | C | T | C | C | T | C | T | T  | C  | T  | C  | T  | C  | T  | C  | T  | C  | T  | C  | T  | C  | T  | T  | C  | T  | C  | C  | T  | C  | T  | C  | T  | C  | T  | C  | T  |
| Risultato | N  | V | V | N | V | V | P | P | N | P  | N  | V  | V  | P  | V  | N  | P  | P  | V  | N  | V  | P  | N  | V  | V  | V  | V  | V  | N  | N  | V  | V  | N  | N  | V  | V  | V  | V  |
| Posizione | 12 | 2 | 2 | 4 | 3 | 2 | 3 | 5 | 6 | 8  | 8  | 7  | 6  | 6  | 5  | 5  | 5  | 8  | 7  | 6  | 6  | 6  | 6  | 6  | 4  | 4  | 4  | 3  | 4  | 3  | 3  | 3  | 4  | 4  | 3  | 3  | 3  | 3  |

Legenda:

Luogo: C = Casa; T = Trasferta. Risultato: V = Vittoria; N = Pareggio; P = Sconfitta.